# Laurino
Laurino község (comune) Olaszország Campania régiójában, Salerno megyében.

## Fekvése
A megye központi részén fekszik. Határai: Bellosguardo, Campora, Felitto, Magliano Vetere, Novi Velia, Piaggine, Rofrano, Roscigno, Sacco, Stio és Valle dell’Angelo. Laurino a Cilento és Vallo di Diano Nemzeti Park területén fekszik. Nevét valószínűleg a vidékre jellemző babérfákról kapta (Laurus).

## Története
Első említése 932-ből származik. A következő századokban nemesi birtok volt. A 19. században nyerte el önállóságát, amikor a Nápolyi Királyságban felszámolták a feudalizmust.

## Népessége
A népesség számának alakulása:

## Főbb látnivalói
- Palazzo ducale
- Santa Maria Maggiore-templom
- San Biagio-templom
- Sant’Antonio-templom
- Santa Maria Assunta-templom